# Rey con Barba
Rey con Barba fue un programa de televisión peruano conducido por Rafael Rey Rey y José Barba Caballero, emitido originalmente en Willax Televisión. Fue uno de los programas políticos de Willax más lóngevos en emitirse (14 años). Tuvo una orientación socialmente conservadora y de derecha.

## Concepto
El programa comenzó bajo el nombre de Rey con Barba en 2011 por Willax Televisión con los políticos de derecha Rafael Rey y José Barba como conductores. El programa se mantuvo en el aire hasta el año 2014.
Desde abril de 2015 Rey con Barba se emitió en Panamericana Televisión. Sin embargo, en 2016 regresó a Willax Televisión. 
En 2018 se sumó a Francisco Tudela Van Breugel Douglas como conductor, pasando a llamarse Rey con Barba y Tudela hasta el 22 de abril de 2020 cuando Tudela formaliza su separación de dicho programa por motivos de salud, y por consecuencia, el programa retorno a su nombre original. 
En el programa, los políticos analizan los principales hechos de la semana y comentan sobre temas de actualidad nacional e internacional. No obstante, existen controversias sobre la manera en que tratan los temas a la audiencia. Un estudio de la Universidad Nacional de La Plata de 2021 descubrió que, durante la pandemia de COVID-19, los programas Rey con Barba y Beto a saber trataron los temas de actualidad de manera sensacionalista y alarmista.
En junio de 2025, el programa anunció su cierre. En su última emisión, la pareja presumía de enfrentarse a la prensa tradicional y a presidentes como Ollanta Humala y Pedro Pablo Kuczynski. Además, afirmaron que su objetivo había sido buscar la «preservación de la democracia» durante la crisis política ocurrida desde 2021, aunque en realidad trataban de establecer una postura anticomunista con la ayuda de otros líderes de opinión de tendencia conservadora.

## Conductores
| Conductor  | Experiencia política                          | Experiencia política                                                                                                | Experiencia política         |
| Conductor  | Ejecutivo                                     | Legislativo | Misiones diplomáticas        |
| ---------- | --------------------------------------------- | --- | ---------------------------- |
| Rafael Rey | Ministro de Defensa Ministro de la Producción | Diputado (1990-1992) Congresista constituyente (1992-1995) Congresista (1995-2006) Parlamentario Andino (2006-2016) | Embajador del Perú en Italia |
| José Barba |                                               | Diputado (1985-1990) Senador (1990-1992) Congresista constituyente (1992-1995) Congresista (1995-2000, 2001-2006)   | Embajador del Perú en Panamá |

## Recepción
En 2015 la revista Gente incluyó a la dupla en la lista de "lo mejor del 2014".